# مات غالانت
مات غالانت (بالإنجليزية: Matt Galante)‏ هو لاعب كرة قاعدة أمريكي، ولد في 22 مارس 1944.